# 国鼎魂
《国鼎魂》是由苏州市苏剧团出品的一部大型苏剧现代戏，也是该团创团后新编的第一部剧。该剧讲述了苏州潘家传承、捐献大盂鼎和大克鼎的故事，由李莉、张裕编剧，苏州市苏剧团创始团长王芳主演。2016年开始筹备，2018年1月苏州首演。2019年在上海举办的中国艺术节上，该剧作为唯一代表江苏的剧目获得文华大奖。

## 剧情
潘家是苏州的贵族，在清代出过一状元八进士。他们还是苏州有名的收藏家，“海内三宝”中的大盂鼎、大克鼎几经辗转流入潘祖念手中。祖念返回苏州做官，并将双鼎藏于宅中。独子家裕身患不治之症，丁素珍自愿嫁他以报知音。
新婚夜晚，苏州驻防都督贾大帅前来讨要双鼎，祖念以字画打发不成，贾以部队包围潘家。家裕告知素珍双鼎的故事，后贾又来苦苦相逼，家裕自戕明志。素珍欲追随丈夫而去，被潘家救起，祖念认其为女，以“大盂鼎”之名替素珍改名“大盂”。素珍为避耳目，遂取谐音得到了新名字“潘达于”。
潘达于领养了大毛，与其相依为命。一只玩具小鼎便是大毛最钟爱的玩具。抗战爆发，松田率领的日本侵略军来潘宅索鼎，天真的大毛将玩具鼎交给日军。恼羞成怒的日本人将大毛砍杀。本欲杀害潘达于，被翻译官白正阻拦。潘达于连遭打击，精神陷于崩溃，游荡于宅内庭院。大毛之死、与家裕的青春爱情，往事历历在目。接着又担心起宝鼎被蚂蚁蛀啃。这样的日子，一晃就是十二年。
1949年，当年的翻译官白正来到潘家再次索鼎，原来他是当时打入日军的军统特工。他命人在后院挖出了双鼎，欲将其运往台湾。此时，解放军来到潘家，抓捕白正，并对潘家秋毫无犯。潘达于看到干戈已平，国家有了新的气象，便将双鼎捐献。

## 制作
该剧于2016年下半年开始策划。由多次获文华大奖、曹禺剧本奖，时任上海戏曲艺术中心艺委会主任的李莉，以及曾任上海越剧院副院长的张裕共同担任编剧。苏州市文广旅局副局长徐春宏和主演王芳当时冒雨拜访了李莉，邀请她写一部关于苏州潘家的戏。她一开始推脱，但架不住再三请求，便接下了任务。后来她受采访时表示数十年的情节难以由两个多小时的戏曲表现，于是只突出了潘达于先后与军阀、日寇、军统周旋的三个主要情节。
中国戏曲学会副会长、浙江省导演学会会长杨小青担任该剧的导演。当时王芳邀请她时，她刚动完手术本想拒绝，但由于多年前合作苏剧《西施》时结下的缘分而最终答应。作曲、唱腔设计、配器由苏州市音乐家协会名誉主席周友良担任。唱腔以基本曲调“太平调”为主，以“弦索调”、“南方调”、“流水板”等曲调和快板相配合，以契合剧情及人物情绪。
剧中的潘达于由王芳饰演，青年严素珍由翁育贤饰演。张唐兵饰潘祖念，俞玖林饰潘家裕，汤迟荪饰林本，王如丹饰张妈，吴林洁饰大毛，屈斌斌饰白正，钱克饰贾大帅，秦兴饰松田，沈忠秋饰杨连长，仲献忠饰指导员。王芳认为本剧是对她的一大挑战，鼎是国家民族荣誉的代表，该剧体现了“一代人对于文脉的坚守”。